# Gudziuny

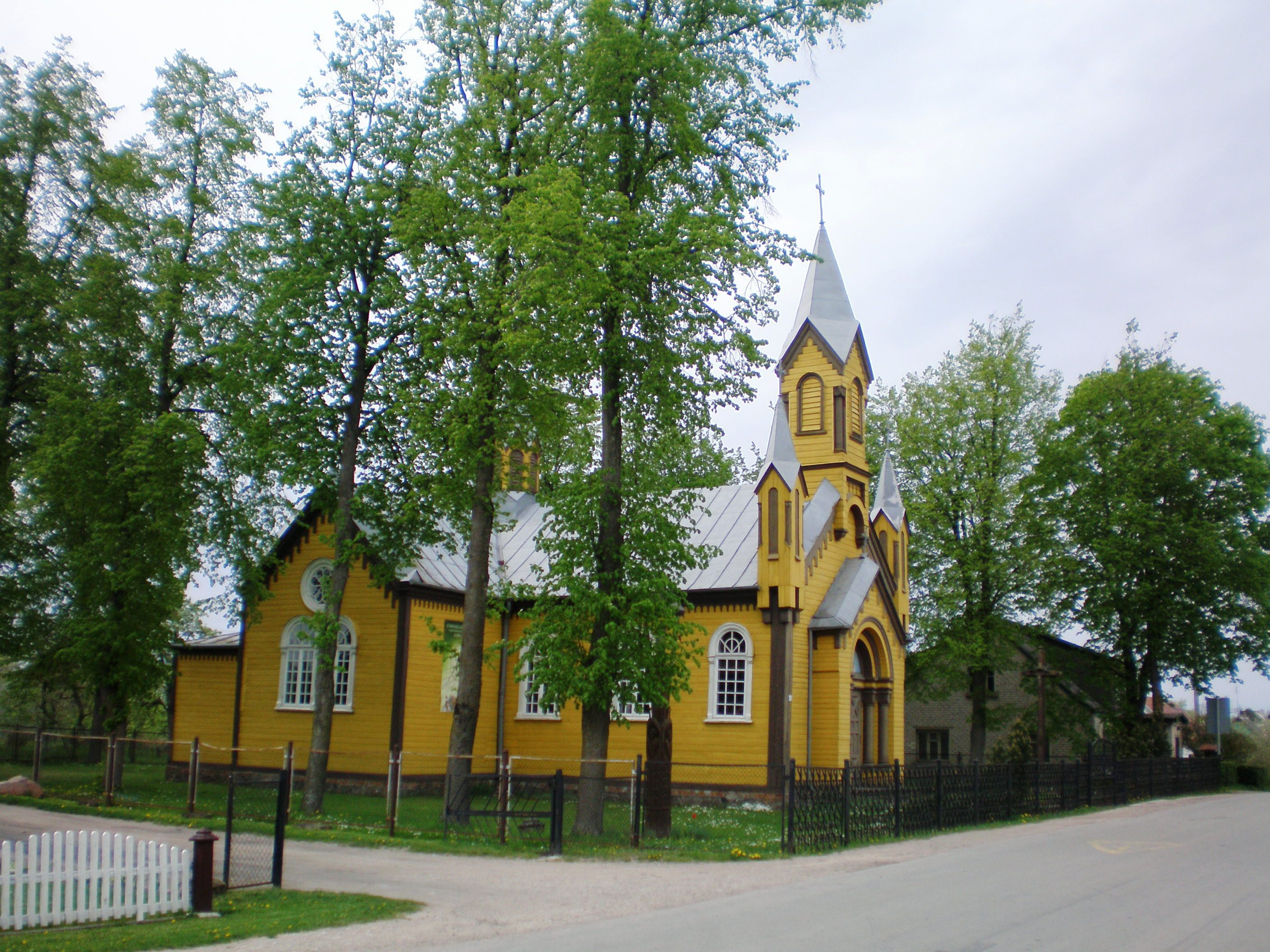
Kościół w Gudziunach

Gudziuny (lit. Gudžiūnai) – miasteczko na Litwie, położone w okręgu kowieńskim, w rejonie kiejdańskim, nad rzeką Datnówką. Liczy 656 mieszkańców (2001).